# 阿寒郡
- 令制国一覧 > 北海道 (令制) > 釧路国 > 阿寒郡
- 日本 > 北海道 > 釧路総合振興局 > 阿寒郡

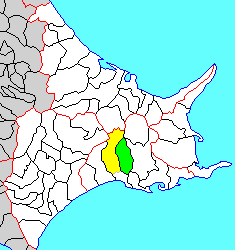
北海道阿寒郡の位置（緑：鶴居村 黄：明治期）

阿寒郡（あかんぐん）は、北海道（釧路国）釧路総合振興局の郡。 
人口2,394人、面積571.8km²、人口密度4.19人/km²。（2025年6月30日、住民基本台帳人口）
以下の1村を含む。
- 鶴居村（つるいむら）

## 郡域
1879年（明治12年）に行政区画として発足した当時の郡域は、上記1町に釧路市の一部（阿寒町各町）を加えた区域にあたる。

## 歴史

### 郡発足までの沿革
江戸時代の阿寒郡域は、松前藩によって開かれたクスリ場所に含まれた。
江戸時代後期、阿寒郡域は東蝦夷地に属していた。国防のため寛政11年阿寒郡域は天領とされた。文化5年から文化7年にかけて白糠在勤の幕吏・大塚忽太郎によって白糠郡庶路から阿寒郡内の下辛太や阿寒湖西岸を通り網尻郡を経て北見国網走郡新栗履（にくりばけ、今の網走市藻琴）に至る46里（180.7km）の網走越（国道240号の前身）が開削され、留萌など西蝦夷地の各場所に馬を配置する際などに利用された。文政4年には一旦松前藩領に復したものの、安政2年再び天領となり仙台藩が警固をおこなった。戊辰戦争（箱館戦争）終結直後の1869年、大宝律令の国郡里制を踏襲して阿寒郡が置かれた。

### 郡発足以降の沿革
- 明治2年

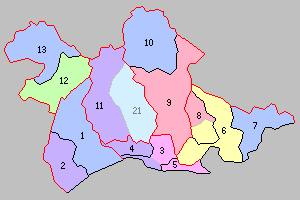
北海道一・二級町村制施行時の阿寒郡の町村（11.舌辛村 紫：釧路市 青：合併を経ていない町村 水色：分立して現存する町村 21.鶴居村）

  - 8月15日（1869年9月20日） - 北海道で国郡里制が施行され、釧路国および阿寒郡が設置される。開拓使が管轄。
  - 9月14日（1869年10月18日） - 兵部省の管轄となる（北海道の分領支配）。
- 明治3年
  - 1月8日（1870年2月8日） - 再び開拓使の管轄となる。
  - 5月3日（1870年6月1日） - 福山藩の領地となる（同上）。
- 明治4年6月 - 再び開拓使の管轄となる。
- 明治5年
  - 4月9日（1872年5月15日） - 全国一律に戸長・副戸長を設置（大区小区制）。
  - 10月10日（1872年11月10日） - 4月に設置された区を大区と改称し、その下に旧来の町村をいくつかまとめて小区を設置（大区小区制）。
  - 同年、舌辛村、徹別村、蘇牛村が成立。
- 明治8年（1875年）- 飽別村が成立。
- 明治9年（1876年）9月 - 従来開拓使において随意定めた大小区画を廃し、新たに全道を30の大区に分ち、大区の下に166の小区を設けた。

- 第24大区
  - 5小区 ： 舌辛村、徹別村、蘇牛村、飽別村

- 明治12年（1879年）7月23日 - 郡区町村編制法の北海道での施行により、行政区画としての阿寒郡が発足。
- 明治13年（1880年）7月 - 厚岸郡外六郡役所（厚岸釧路白糠阿寒足寄川上網尻郡役所）の管轄となる。
- 明治14年（1881年）7月8日 - 厚岸郡外五郡役所（厚岸釧路白糠阿寒足寄川上郡役所）の管轄となる。
- 明治15年（1882年）2月8日 - 廃使置県により根室県の管轄となる。
- 明治18年（1885年）5月 - 釧路郡外四郡役所（釧路白糠足寄阿寒川上郡役所）の管轄となる。
- 明治19年（1886年）
  - 1月26日 - 廃県置庁により北海道庁根室支庁の管轄となる。
  - 2月 - 根室支庁が廃止。
- 明治20年（1887年）6月 - 釧路郡外十一郡役所（釧路阿寒白糠足寄川上広尾当縁十勝中川河西河東上川郡役所）の管轄となる。
- 明治22年（1889年）1月 - 釧路郡外十郡役所（釧路阿寒白糠足寄広尾当縁十勝中川河西河東上川郡役所）の管轄となる。
- 明治24年（1891年）3月 - 釧路郡外十二郡役所（釧路阿寒白糠足寄広尾当縁十勝中川河西河東上川厚岸川上郡役所）の管轄となる。
- 明治30年（1897年）
  - 7月 - 釧路郡外五郡役所（釧路阿寒白糠足寄川上厚岸郡）の管轄となる。
  - 11月5日 - 郡役所が廃止され、釧路支庁の管轄となる。
- 大正13年（1923年）4月1日 - 北海道二級町村制の施行により、舌辛村、徹別村、蘇牛村、飽別村の区域をもって舌辛村が発足。（1村）
- 昭和12年（1937年）
  - 4月1日 - 舌辛村の一部（大字舌辛村の一部）が分立して鶴居村が発足。（2村）
  - 6月15日 - 舌辛村が改称して阿寒村となる。
- 昭和15年（1940年）4月1日 - 阿寒村が北海道一級町村制を施行。
- 昭和18年（1943年）6月1日 - 北海道一・二級町村制が廃止され、北海道で町村制を施行。二級町村は指定町村となる。
- 昭和21年（1946年）10月5日 - 指定町村を廃止。
- 昭和22年（1947年）5月3日 - 地方自治法の施行により北海道釧路国支庁の管轄となる。
- 昭和32年（1957年）
  - 1月1日 - 阿寒村が町制施行して阿寒町となる。
  - 4月1日 - 釧路国支庁が釧路支庁に改称。
- 平成17年（2005年）10月11日 - 阿寒町が釧路市・白糠郡音別町と合併し、改めて釧路市が発足、郡より離脱。（1村）
- 平成22年（2010年）4月1日 - 釧路支庁が廃止され、釧路総合振興局の管轄となる。